# 독립영화관
《독립영화관》은 KBS 1TV에서 매주 금요일 밤 11시 30분방송되는 영화 프로그램이다.

## 기획 의도
영화가 가진 다양성의 가치를 존중하고 문화의 다양성을 보여주고 시대의 흐름을 놓치지 않는 특별하고도 새로운 가능성을 가진 작품을 소개하는 영화 프로그램이다.

## 프로그램의 정보
- '독립영화관'은 2001년 5월 4일 'KBS 단편영화전'이라는 제목으로 정규 편성되어 방송을 시작하였다.[1]
- 2006년 11월 17일 KBS 가을 프로그램 개편에 따라 폐지되고, 그 시간에 '아시아의 창'이라는 다큐멘터리가 방송되었다. ‘한국독립영화협회’, ‘문화연대’, ‘스크린쿼터문화연대’ 등 20여개의 독립영화와 문화예술단체들이 힘을 합쳐 성명서를 제출하는 등 항의하였다.[2]
- 2011년 1월 7일 KBS 프로그램 개편에 따라 4년 만에 부활하여 시즌 2로 재탄생했다.[3]
- 2013년 1월 12일 독립영화관은 방송 100회를 맞아 특집 '짧지만 눈부신!'을 방송하였다.  이 시간에는 '소녀이야기'(김준기), '푸른 사막'(이지원), '사랑의 3점슛'(강동헌), '농구에서 이기면 사랑 고백을 받아주겠다', '그들은 대화중'(이민아), '로(路)인'(권현주), '봄날의 입맞춤'(이준익) '김치', '초대' 등 단편 영화와 애니메이션 14편이 방송되었다.[4]
- 2017년 2월 4일 ‘독립영화관’은 방송 300회를 맞이해 한국영화계를 이끄는 박찬욱, 봉준호, 이경미 등의 데뷔작들을 엮어 ‘위대한 시작’이라는 특별 기획전을 방송하였다.[5]

## 프로그램의 역사
- 《독립영화관》은 2001년 5월 4일 'KBS 단편영화전'이라는 제목으로 정규 편성되어 방송을 시작한 후 편성시간 변경, 프로그램 폐지, 부활 등을 겪었다. 2006년 11월 17일 KBS 가을 개편에 따라 프로그램이 폐지될 때 독립영화협회에서 반대 성명서를 내는 영화인의 반발이 심했다.
- 2011년 1월 7일부터 부활했지만, 편성 요일이 주말과 평일을 자주 오갔으며, 방송 시간도 주로 심야 시간대에 편성되었다. 2023년 6월 2일부터 매주 금요일 밤 11시 30분에 방송되고 있다.
- 2019년 10월 11일부터 2019년 12월 27일까지 12주 동안 독립영화관이 중단되고 대신 《한국영화 100년 더 클래식》이 방송되었다.[6]

## 방송 시간
현재 방송 시작 시간 KBS 1TV의 2025년 4월 4일을 기준으로 하며, 해당 요일에 따라 익일 기준으로 한다. 방송되는 작품에 따라 방송 종료 시간이 다양하다.
| 방송 채널                         | 방송 기간                                         | 방송 시작 시간 | 비고 |
| --------------------------------- | ------------------------------------------------- | -------------- | ---- |
| KBS 1TV                           |                                                   |                |      |
| 2011년 1월 7일~2011년 11월 4일    | 매주 금요일 밤 1시 10분                           |                |      |
| 2011년 11월 12일~2013년 4월 6일   | 매주 토요일 밤 12시 55분                          |                |      |
| 2013년 4월 13일~2013년 5월 11일   | 매주 토요일 밤 1시 10분                           |                |      |
| 2014년 5월 3일~2014년 6월 28일    | 매주 토요일 밤 1시 10분                           |                |      |
| 2013년 5월 18일~2014년 4월 12일   | 매주 토요일 밤 1시 5분                            |                |      |
| 2014년 7월 5일~2014년 12월 27일   | 매주 토요일 밤 1시 5분                            |                |      |
| 2015년 1월 6일~2015년 4월 7일     | 매주 화요일 밤 12시 30분                          |                |      |
| 2016년 1월 19일~2016년 3월 22일   | 매주 화요일 밤 12시 30분                          |                |      |
| 2017년 5월 30일~2018년 9월 4일    | 매주 화요일 밤 12시 30분                          |                |      |
| 2015년 4월 14일~2016년 1월 12일   | 매주 화요일 밤 12시 35분                          |                |      |
| 2016년 4월 2일~2016년 4월 9일     | 매주 토요일 밤 12시 25분                          |                |      |
| 2016년 4월 23일~2016년 8월 27일   | 매주 토요일 밤 12시 10분                          |                |      |
| 2016년 9월 3일                    | 토요일 밤 12시 35분                               |                |      |
| 2016년 9월 10일~2016년 10월 22일  | 매주 토요일 밤 12시 30분                          |                |      |
| 2016년 10월 29일~2016년 12월 17일 | 매주 토요일 밤 12시 40분                          |                |      |
| 2017년 1월 14일~2017년 5월 27일   | 매주 토요일 밤 12시                               |                |      |
| 2018년 9월 14일~2019년 10월 4일   | 매주 금요일 밤 12시 45분                          |                |      |
| 2020년 1월 3일~2020년 6월 26일    | 매주 금요일 밤 12시 40분                          |                |      |
| 2020년 7월 3일~2023년 5월 26일    | 매주 금요일 밤 12시 10분                          |                |      |
| 2023년 6월 2일 ~2025년 2월 14일   | 매주 금요일 밤 11시 30분                          | [ 7 ]          |      |
| 2025년 2월 21일 ~ 2025년 3월 29일 | 매주 금요일 밤 11시 30분 매주 토요일 밤 11시 25분 |                |      |
| 2025년 4월 4일 ~ 현재             | 매주 금요일 밤 11시 30분                          |                |      |

## 편성 변경
2018년
- 5월 22일: 한미정상회담 관련 뉴스특보로 결방.
- 7월 3일: 2018년 FIFA 월드컵 16강전(스웨덴 vs 스위스) 중계방송으로 결방.

2019년
- 9월 6일: 태풍 관련 뉴스특보로 결방.
- 10월 11일 ~ 12월 27일: 《한국영화 100년 더 클래식》 편성으로 12주간 편성 중단.

2020년
- 5월 1일: 고성 산불 재난 방송으로 결방.
- 12월 11일: 코로나19 특집 방송으로 결방.

2021년
- 12월 14일: 밤 12시 15분에 방송.

2022년
- 3월 4일: 산불 관련 뉴스특보 편성으로 결방.
- 4월 1일: 2022년 FIFA 월드컵 조 추첨식 중계방송으로 다음날(2일) 새벽 2시 45분에 편성.
- 12월 2일: 2022년 FIFA 월드컵 H조 3차전(가나 vs 우루과이) 중계방송으로 결방.

2024년
- 1월 12일: 《빈 필 하모닉 오케스트라 음악회》 편성으로 결방.
- 2월 8일(625회) ~ 2월 9일(626회): 설 기획으로 특별 편성했으며, 방송 시간은 8일과 9일 모두 밤 11시 30분.
- 2월 16일(627회): 밤 12시 5분에 편성.
- 2월 23일(628회): 밤 12시 20분에 편성.
- 3월 1일(629회): 밤 11시 10분에 편성.
- 3월 8일(630회): 밤 11시 35분에 편성.
- 3월 29일(633회): 밤 11시 35분에 편성.
- 4월 5일(634회): 밤 11시 35분에 편성.
- 7월 26일 ~ 8월 9일: 파리 올림픽 중계방송으로 3주간 결방.
- 8월 6일(650회): 8월 2일 올림픽 중계로 결방하는 대신 6일 밤 11시에 임시 편성.
- 8월 15일(651회): 밤 11시 10분에 광복절 기획으로 추가 편성.
- 10월 18일(661회): 밤 11시 30분에 《노벨문학상 수상 특별기획 한강》이 재방송된 관계로 밤 12시 20분에 편성.
- 11월 8일: 저출생 기획 특집 영화 편성으로 결방.
- 11월 30일(667회): 밤 12시 15분에 추가 편성.
- 12월 15일(669회): 12월 13일 뉴스특보 편성으로 인해 15일(일요일) 밤 12시 40분에 임시 편성.

2025년
- 1월 4일(673회): 밤 12시 15분에 추가 편성.
- 5월 23일(699회): 대선 합동 토론회 방송으로 밤 12시 20분에 편성.
- 6월 6일(701회): 밤 10시 50분에 편성.

## 역대 진행자
| 역대 | 진행자                     | 진행 기간                                              | 비고   |
| ---- | -------------------------- | ------------------------------------------------------ | ------ |
|      | 정지영 방송인              | 2004년 9월 3일 ~ 일자 미정                             |        |
|      | 위서현 前 아나운서, 임형국 |                                                        |        |
| 1대  | 김솔희 아나운서            | 2011년 1월 7일 ~ 2014년 4월 20일                       |        |
| 2대  | 윤수영 아나운서            | 2014년 5월 3일 ~ 2015년 1월 20일                       |        |
| 3대  | 가애란 아나운서            | 2015년 1월 27일 ~ 2016년 5월 7일                       |        |
| 4대  | 백승주 아나운서            | 2016년 5월 14일 ~ 2020년 6월 5일 2021년 6월 4일 ~ 현재 | [ 13 ] |
| 5대  | 이상협 아나운서            | 2020년 6월 12일 ~ 2021년 5월 28일                      | [ 15 ] |
| 6대  | 오언종 아나운서            | 2025년 7월 25일 ~ 현재                                 |        |